# Hochwald Nahrungsmittel-Werke
Hochwald Nahrungsmittel-Werke GmbH é uma indústria alimentícia alemã fundada em 1932 e sediada em Thalfang. 
Fabrica majoritariamente produtos derivados do leite e coleta esta matéria-prima em oito estados alemães e regiões vizinhas como Luxemburgo e Lorena (França).